# Жемчужников, Аполлон Степанович
Аполло́н Степа́нович Жемчу́жников (22 декабря 1764 (2 января 1765)—24 июля (5 августа) 1840) — генерал-лейтенант русской императорской армии, участник войн с Наполеоном и Туркестанских походов.

## Биография
Родился 22 декабря 1764 (2 января 1765) года в дворянской семье лейтенанта флота (впоследствии генерал-лейтенанта флота) Степана Васильевича Жемчужникова и его жены Анны Яковлевны. Воспитывался в Сухопутном кадетском корпусе, из которого выпущен 18 февраля 1785 года поручиком в Ревельский мушкетерский (впоследствии егерский) полк. В 1792 и 1794 гг. участвовал в войне с Польшей, а 1794 — в подавлении восстания на присоединенных польских землях.
В 1801 году был произведён в полковники; в 1802 году переведён в Таврический гренадерский полк, с которым принял участие в первой французской кампании 1805 года; с 14 апреля 1807 года он — командир полка. Находясь в это время в заграничном походе против французов, был ранен в сражении под Ландсбергом (Пруссия), однако находился в строю до заключения Тильзитского мира. 26 ноября 1809 года был награждён орденом Святого Георгия 4-го класса (№ 2090 по списку Григоровича — Степанова).
В 1811 году его направили для обучения рекрут. Командуя рекрутской бригадой, во время Отечественной войны он наблюдал за Волоколамской и Ржевской дорогами. Исполняя эту миссию, Жемчужников с июня по октябрь находился в Твери. Затем прибыл к действующей армии и участвовал в сражениях при блокаде Шпандау, при Лютцене, Бауцене, Лейпциге, Магдебурге и Гамбурге. Был награждён орденами Св. Анны 1-й степени, Св. Георгия 3-й степени (28 января 1814 г. — за действия против частей маршала Даву под Гамбургом), Красного орла 3-го класса (1813). Получил чин генерал-майора. В 1814 году, состоя при начальнике 7-й пехотной дивизии, находился в действующей армии вплоть до взятия Парижа; в 1815 году — при появлении во Франции Наполеона, участвовал в походе для участия в Бельгийской кампании.
По возвращении в Россию, был назначен командиром 1-й бригады 8-й пехотной дивизии. Затем, с 1 января 1819 года был начальником 29-й пехотной дивизии в Оренбурге. С вверенными ему отрядами предпринимал неоднократные походы в степь. В 1826 году, 22 августа, был произведён в генерал-лейтенанты.
В 1830 году организовал обследование арендованных им южноуральских земель на наличие золотых и серебряных руд; в 1832 году компанией генерал-лейтенанта А. С. Жемчужникова, в которой он владел 18 паями из 36, были открыты золотые россыпи на реке Шартымке; затем были организованы «Султанские прииски» на р. Султанке. Прииски Жемчужникова располагались в бассейнах реки Урал, в Верхнеуральском и Бурзянском уездах.
В 1838 году по расстроенному здоровью уволен от службы.
Умер 24 июля (5 августа) 1840 года и был похоронен близ церкви в селе Кривец Лебедянского уезда Тамбовской губернии.

## Семья
Аполлон Степанович был женат на Анне Ивановне Типольд и имел многочисленную семью, состоявшую из девяти человек детей:
- Елизавета — замужем за полковником Поплавским[8];
- Александр — коллежский советник;
- Аполлон (1798—1848) — генерал;
- Антон (1800—1873) — поручик; как «прикосновенный к делам о злоумышленном обществе» (декабристов) состоял под секретным надзором.
- Наталья (1802—1894) — жена декабриста Алексея Алексеевича Тучкова (с 1823 года); родители Н. А. Тучковой-Огарёвой.
- Иоанна — не замужем;
- Фёдор (род.1808) — действительный статский советник, курский вице-губернатор;
- Ольга — замужем за лейтенантом флота Филатовым;
- Николай — столоначальник в главном управлении Западной Сибири.